# Würselen
Die Stadt Würselen, auch als Stadt der Jungenspiele bekannt, ist eine mittlere regionsangehörige Stadt in der nordrhein-westfälischen Städteregion Aachen.

## Geografie
Würselen liegt am Autobahnkreuz Aachen in unmittelbarer Nähe des Dreiländerecks Belgien/Deutschland/Niederlande. Nachbarstädte sind im Uhrzeigersinn Herzogenrath, Alsdorf, Eschweiler und Aachen. Würselen gehört zum Nordkreis Aachen und ist das einzige Mitglied der Städteregion ohne Außengrenzen.

## Stadtgliederung
Im Zuge der Gebietsreform in Nordrhein-Westfalen und des mit dieser in Zusammenhang stehenden Aachen-Gesetzes wurde das Gebiet der damaligen Stadt Würselen 1972 um weite Teile der bis dahin selbständigen Gemeinden Bardenberg und Broichweiden erweitert. Seitdem besteht Würselen aus den Ortsteilen:
- Bardenberg
- Broichweiden
- Würselen

Diese untergliedern sich wiederum in folgende Ortsteile:
| Würselen: - Bissen - Dobach - Elchenrath - Grevenberg - Markt-Preck - Morsbach - Oppen-Haal - Scherberg - Schweilbach - Teut-Siedlung | Broichweiden: - Broich - Euchen - Linden-Neusen - St. Jobs - Vorweiden - Weiden - Wersch | Bardenberg: - Pley - Bardenberg |

## Geschichte

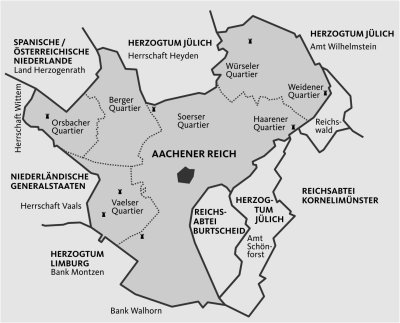
Würselen als Quartier Aachens

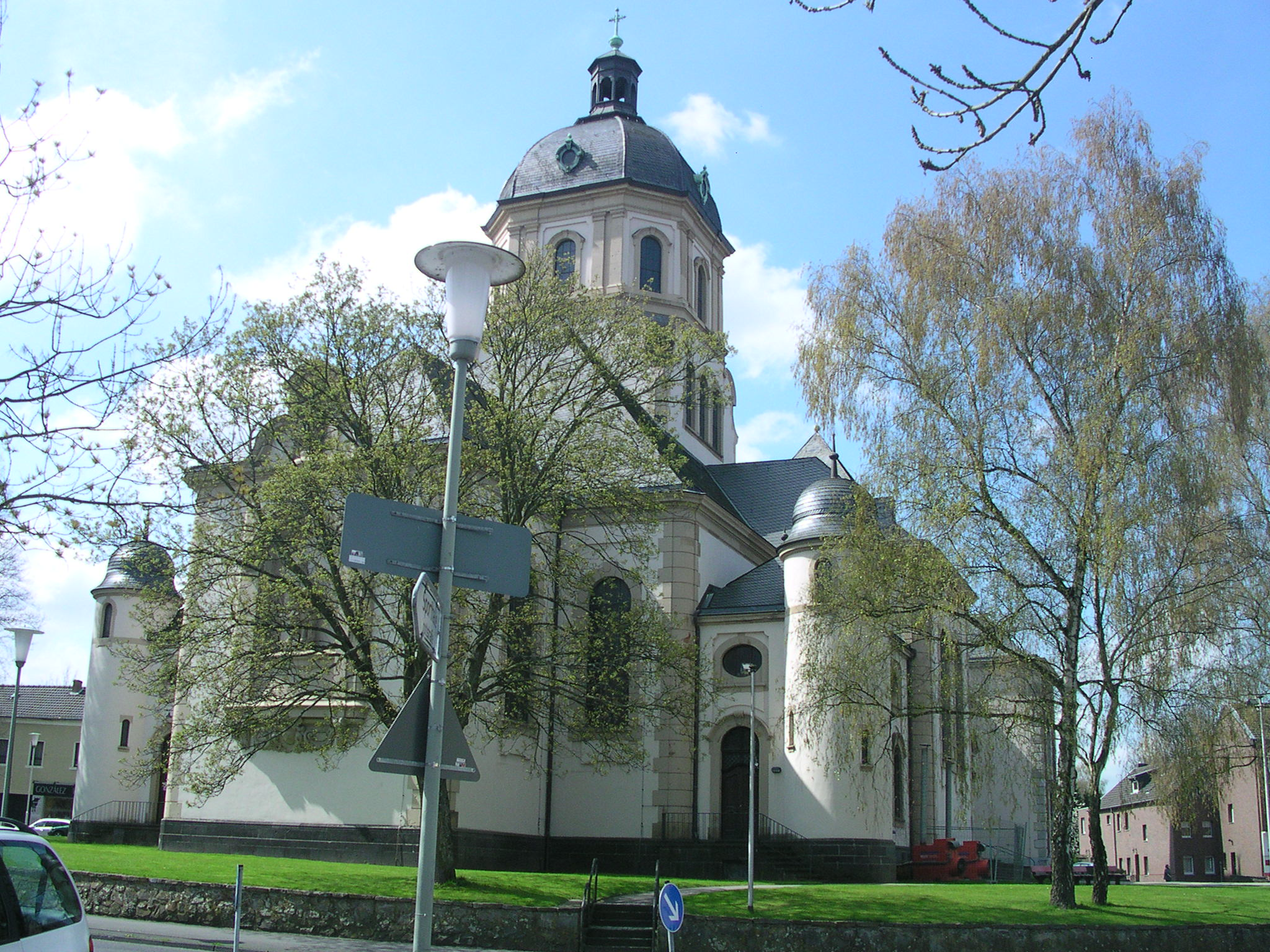
Katholische Pfarrkirche St. Sebastian mit von Laurenz Mefferdatis entworfenen Teilen

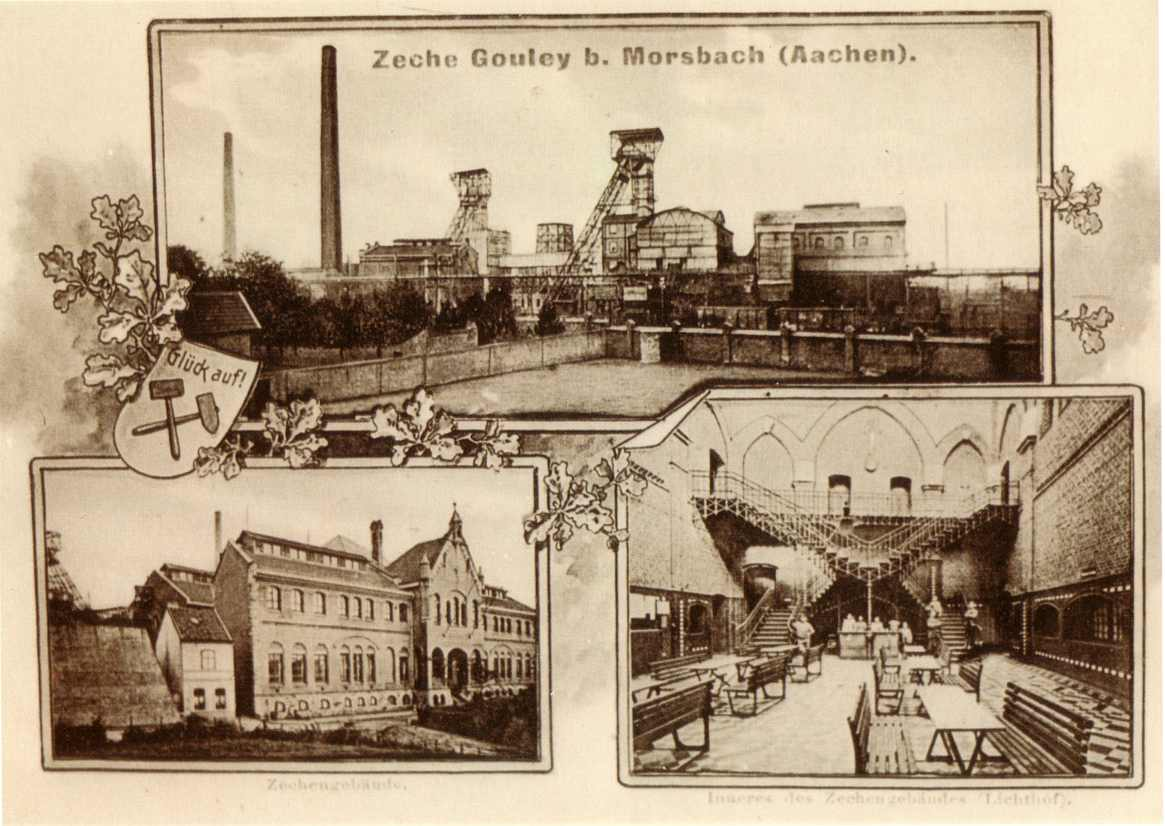
Bergwerk Gouley um 1900

Im Jahre 870 wurde Würselen zum ersten Mal unter dem Namen Uuormsalt im Goldenen Buch der Abtei Prüm urkundlich erwähnt. Um 1100 gehörte Würselen zum so genannten Aachener Reich. Von 1265 bis 1269 erbaute Graf Wilhelm IV. aus dem Haus Jülich-Heimbach auf den Resten einer älteren Feste die nach ihm benannte Burg Wilhelmstein. Sie wurde aber erst im Jahr 1344 schriftlich erwähnt. Von 1336 bis 1798 war Würselen ein Quartier des Aachener Reichs. 1616 tauchte Würselen urkundlich als Wurseln auf, im selben Jahr dann als Würselen. Von 1794 bis 1815 gehörte Würselen mit Bissen, Drisch, Oppen, Haal, Elchenrath, Grevenberg, Morsbach zum Kanton Burtscheid und Bardenberg, Broich, Duffesheide, Euchen, Linden-Neusen, Vorweiden zum Kanton Eschweiler im französischen Département de la Roer, seit 1816 zum Landkreis Aachen. 1924 hatte Würselen ungefähr 14.600 Einwohner und erhielt die Stadtrechte.
Im Jahre 1944, zum Ende des Zweiten Weltkrieges, erlebte Würselen eine schwere Bombardierung durch die US-Luftwaffe. Dabei wurden fast alle Gebäude zerstört. Während der Schlacht um Aachen war Würselen für sechs Wochen Hauptkampflinie, bis die US-Streitkräfte am 18. Oktober den Rest von Würselen einnahmen. Damit schlossen die Amerikaner den Ring um Aachen, welches drei Tage später fiel.
Jahrhundertelang hatte der Abbau von Steinkohle das Wirtschaftsleben in Würselen bestimmt, da einige Gruben des sog. Aachener Reviers im westlichen Bereich des heutigen Stadtgebietes liegen: Im Wurmtal befanden sich die Gruben Alte Furth, Gouley und Teut. Aufgrund der hohen Gefährdung der Bergleute bei ihrer Arbeit entwickelte sich auch in Würselen im 19. Jahrhundert das Knappschaftswesen – in dieser Zeit wurde das Knappschaftskrankenhaus in Bardenberg gegründet. 1969 ging die Epoche der Kohleförderung mit der Schließung der Grube Gouley, die zu den ältesten Gruben des Aachener Reviers gehört hatte, zu Ende.
Am 1. Januar 1972 wurden bei der kommunalen Neugliederung die Gemeinden Bardenberg und Broichweiden mit Würselen zusammengeschlossen. Damit stieg die Zahl der Einwohner auf rund 34.500.
Im Jahre 2017 erlangte die Stadt überregionale Bekanntheit als Heimat des SPD-Kanzlerkandidaten Martin Schulz.

## Herleitung des Städtenamens
Die erste Namensgebung Wormsalt oder Uuormsalt setzt sich aus dem altgermanischen Adjektiv warm für „warm“ und dem Substantiv sal für „Saal“, „Kirche“ oder „Hof“ zusammen. Hierbei bezeichnet sal einen Salhof, also einen karolingischen Nebenhof der Aachener Kaiserpfalz, der in erster Linie der Verwaltung der verstreuten Ländereien und der Versorgung des Haupthofes diente. Als Standort des Salhofes und der dazugehörigen Kirche wird das Gelände der Würselener Hauptkirche St. Sebastian angenommen. Das Adjektiv warm bezieht sich auf den nahen Grenzbach Wurm, der aus den warmen Quellen Aachens gespeist wird.
Der Begriff findet sich auch in späteren Erwähnungen als Quartier over Worm, also die Region jenseits der Wurm, wieder. Der zweite Salhof der Aachener Pfalz mit eigenständiger Kirche wird gemeinhin in Laurensberg angenommen.

## Politik

### Stadtrat und Bürgermeister
Die Sitzverteilung im Rat zeigt die Tabelle:
| Partei | Sitze | Sitze | Sitze |
| Partei | 2020  | 2014  | 2009  |
| ------ | ----- | ----- | ----- |
| SPD    | 12    | 15    | 14    |
| CDU    | 13    | 13    | 14    |
| UWG    | 2     | 03    | 6     |
| GRÜNE  | 6     | 03    | 5     |
| FDP    | 3     | 03    | 5     |
| PARTEI | 2     | −     | −     |
| LINKE  | −     | 01    | −     |
| Summe  | 38    | 38    | 44    |

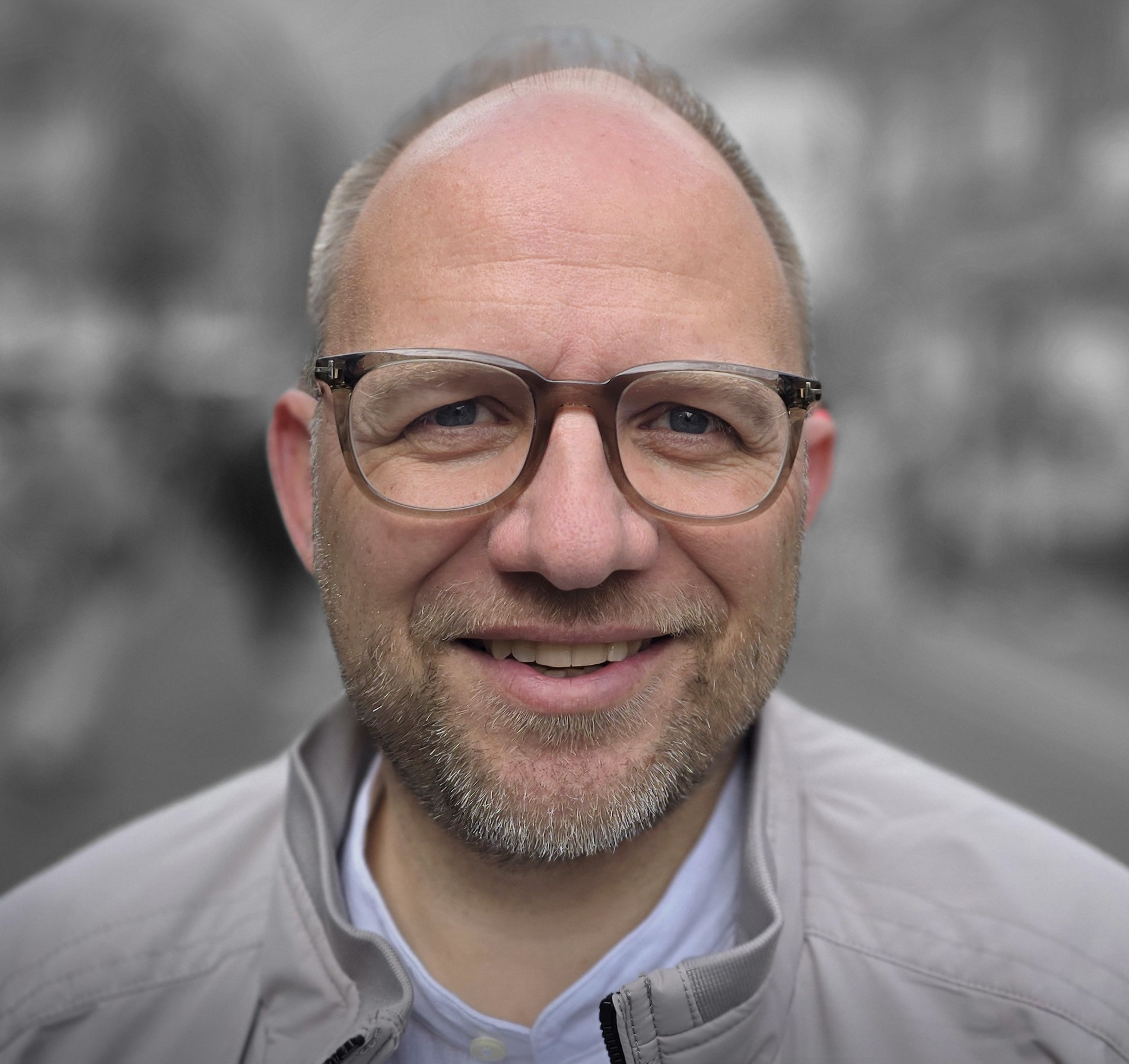
Roger Nießen, BM seit 2020

Zum Bürgermeister der Stadt Würselen wurde mit 57,09 % der Stimmen in der Stichwahl am 27. September 2020 Roger Nießen (CDU). Sein Vorgänger war seit 2009 der SPD-Politiker Arno Nelles.

### Partnerstädte
Die Stadt Würselen pflegt Städtepartnerschaften mit:
- Hildburghausen, Deutschland
- Morlaix, Frankreich
- Réo, Burkina Faso
- Campagnatico, Italien
- Ruichang, Volksrepublik China

Darüber hinaus wird an einer weiteren Partnerschaft mit dem englischen Colchester gearbeitet.

### Wappen und Banner
Die Stadt Würselen führt ein Stadtwappen, eine Stadtflagge (Banner) und ein Dienstsiegel.

Wappen
Wappen der ehem. Gemeinde Bardenberg
Wappen der ehem. Gemeinde Broichweiden
Banner mit Wappen
Banner

#### Wappen
Blasonierung: „Geviert; 1 in Gold (Gelb) ein rot bewehrter und gezungter schwarzer Adler, 2 in Grün ein schräglinker silberner (weißer) Wellenbalken, 3 in Grün über einem goldenen (gelben) Dreiberg, schräg gekreuzt ein silberner (weißer) Schlägel und ein silberner (weißer) Hammer mit goldenen (gelben) Griffen, 4 in Silber (Weiß) ein durchgehendes schwarzes Kreuz. Der Schild ist mit einer dreitürmigen gezinnten Stadtmauer gekrönt, in die unter dem mittleren Turm ein Tor eingelassen ist.“
Der Landgemeinde Würselen ist mit Genehmigung des Preußischen Staatsministeriums vom 8. Juli 1922 das Recht zur Führung des beantragten Wappens erteilt worden. Es versinnbildlicht die Geschichte der heutigen Stadt; der Adler verweist auf die ehemalige Zugehörigkeit Würselens zum Aachener Reich, dem Territorium der ehemaligen Reichsstadt Aachen, der Wellenbalken verweist auf den Wurmbach, das Bergmannsgezähe auf den ehemals betriebenen Bergbau und das kurkölnische Kreuz auf die ehemalige Zugehörigkeit zur Erzdiözese Köln. Das Wappen wird meistens ohne Mauerkrone dargestellt.

#### Banner
Beschreibung des Banners: „Die Stadtfarben sind grün-gold. Die Flagge der Stadt besteht aus zwei gleichbreiten Längsstreifen.“ Diese ungenaue Beschreibung entstammt der Hauptsatzung; tatsächlich wird folgendes Banner geführt: „Das Banner ist grün-gelb im Verhältnis 1 : 1 längsgestreift und zeigt etwas oberhalb der Mitte das Stadtwappen darunter zentriert den Schriftzug "STADT" über "WÜRSELEN.“ Es wird auch ein Banner ohne Wappen geführt.

## Kultur
Auf Burg Wilhelmstein findet jährlich auch ein überregional bedeutendes, internationales Open-Air-Programm mit Musik-, Kleinkunst- und Kabarettveranstaltungen statt.
Neben zahlreichen kulturellen Initiativen (wie dem Kulturforum Würselen) bieten auch die Kleinkunstreihen im Kulturzentrum „Altes Rathaus“ sowie das von Christoph Leisten initiierte Literaturfestival Tage der Poesie alljährlich überregional bedeutsame Veranstaltungen. Weitere Aktivitäten und Projekte werden durch die Kulturstiftung Würselen organisiert. Im Alten Rathaus befinden sich auch die Stadtbücherei Würselens und das Kulturarchiv.
Kulturelle Besonderheit in Würselen sind die Jungenspiele.
Im Volksmund ist der Name „Düvelstadt“ (Teufelsstadt) weit verbreitet, welcher seinen Ursprung in einer Skulptur eines (vermeintlichen) Teufels an der Wand des Westturms in der Kirche St. Sebastian findet.

## Wirtschaft und Infrastruktur
In Würselen liegt das Gewerbegebiet Kaninsberg – Aachener Kreuz. Bedeutende hier ansässige Unternehmen sind Metro Cash & Carry, die deutsche Niederlassung von Nvidia, Lancom, die Sahinler Group und die Firma Offergeld Logistik. Ferner befindet sich hier die – laut eigenen Angaben – von 2005 bis 2009 in das Guinness-Buch der Rekorde eingetragene „größte Wand- und Standuhren-Ausstellung der Welt“, betrieben von der Hermann-Josef Kriescher & Ulrich Kriescher GbR. Unweit davon, direkt neben der ehemaligen Post, betreibt die Familie Breuer ihren Laden, der durch fast 3000 Biersorten und 300 Mineralwässer zehn Jahre lang ebenfalls ins Guinness-Buch der Rekorde gelangte.

### Verkehr

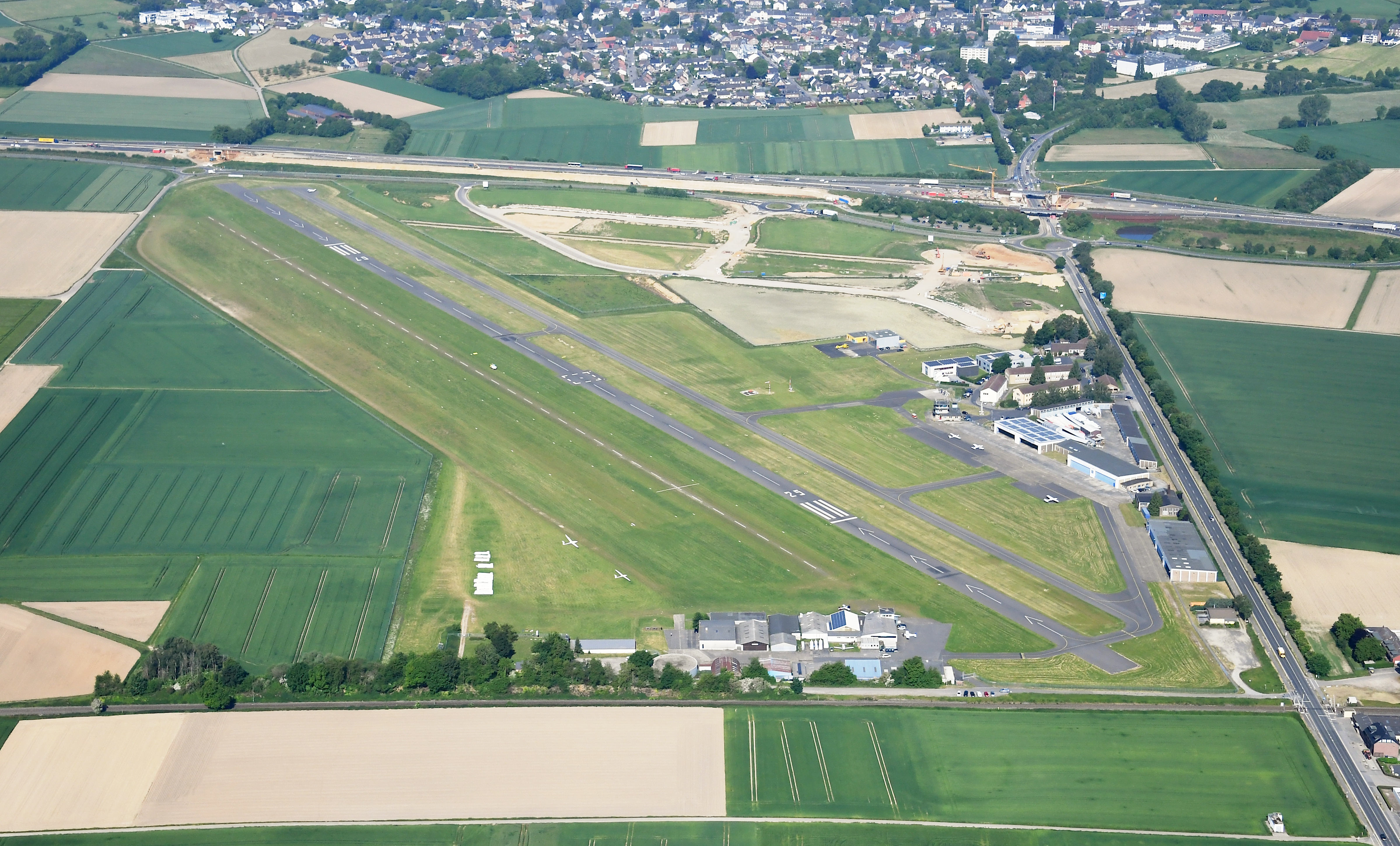
Flugplatz Aachen-Merzbrück

In Würselen liegen der Flugplatz Aachen-Merzbrück, das Gewerbegebiet „Aachener Kreuz“ (Kaninsberg) und das Straßenverkehrsamt für die Städteregion Aachen.
Neben der engen Einbindung in das regionale Radwegenetz in NRW führt die Wasserburgen-Route durch die Stadt. Sie verbindet über 524 km mehr als 130 Burgen am Rand der Eifel und in der Kölner Bucht.

### Bundesstraßen und Autobahnen
Die Bundesstraßen 57 und 264 durchziehen Würselen und Broichweiden. Würselen ist von drei Autobahnanschlüssen aus zu erreichen:
- Würselen/Verlautenheide auf der A 544
- Aachen-Zentrum/Würselen auf der A 4
- Broichweiden/Würselen auf der A 44

### Busverkehr
Die AVV-Buslinien 21, 51, X51 und WÜ1 der ASEAG verbinden den Kernort Würselen mit allen Stadtteilen sowie mit Aachen, Alsdorf, Herzogenrath und Baesweiler. Haupthaltestelle ist Würselen Parkhotel. Zusätzlich verkehren in den Nächten vor Samstagen sowie Sonn- und Feiertagen die Nachtexpresslinien N3, N6 und N9 der ASEAG.
| Linie | Verlauf |
| ----- | --- |
| 21    | Lintert Friedhof – Burtscheid – Aachen Hbf – Misereor – Elisenbrunnen – Aachen Bushof – Ludwig Forum – Talbot – Haaren – Würselen – Morsbach – Bardenberg – (Pley –) Niederbardenberg – Herzogenrath Bf – Ritzerfeld – Merkstein – Boscheln – Holthausen – Übach – Palenberg – Palenberg Bf                                                            |
| 51    | Waldfriedhof – Burtscheid – Aachen Hbf – Elisenbrunnen – Aachen Bushof – STAWAG – Carolus Thermen – Alter Tivoli – Scherberg – Würselen – Schleibacher Hof – Alsdorf-Annapark – Neuweiler – Oidtweiler – (Carl-Alexander-Park → Baesweiler Reyplatz →/ Setterich)                                                                                      |
| X51   | Expressbus: Elisenbrunnen – Aachen Bushof – STAWAG – Alter Tivoli – Scherberg – Würselen – Alsdorf-Annapark – Neuweiler – Oidtweiler – (Carl-Alexander-Park – Baesweiler Reyplatz) / (← Setterich) |
| WÜ1   | (Stadtbus Würselen) Euchen – Broich – Linden-Neusen – Vorweiden – Weiden – Gewerbegebiet Aachener Kreuz – Würselen – Kohlscheid – Kohlscheid Bf |
| N3    | Nachtexpress: nur in den Nächten vor Samstagen sowie Sonn- und Feiertagen Elisenbrunnen – Aachen Bushof (→ Ludwig Forum → Haaren → Verlautenheide → Würselen → Morsbach → Bardenberg) / (← Eurogress ← Berensberg ← Rumpen ← Kohlscheid Markt ← Klinkheide ← Pannesheide ← Straß) – Herzogenrath Bf – Ritzerfeld – Merkstein (← Boscheln ← Holthausen) |
| N6    | Nachtexpress: nur in den Nächten vor Samstagen sowie Sonn- und Feiertagen Aachen Bushof → Alter Tivoli → Berensberg → Rumpen → Kohlscheid Weststr. → Klinkheide → Kohlscheid Markt → Bardenberg → Morsbach → Würselen → Haaren → Liebigstr. → Aachen Bushof → Elisenbrunnen                                                                            |
| N9    | Nachtexpress: nur in den Nächten vor Samstagen sowie Sonn- und Feiertagen Elisenbrunnen – Aachen Bushof (→ Liebigstr. → Haaren) / (←Alter Tivoli ← Scherberg ← Würselen ← Alsdorf) – Weiden – Vorweiden – Linden-Neusen – Broicher Siedlung – Alsdorf-Mariadorf – Siedlung Ost – Alsdorf Annapark                                                      |

Des Weiteren berühren die AVV-Buslinien 1, 11, 31, 59, AL1 und HZ2 der ASEAG sowie die Linie 220 des Rurtalbus das Würselener Stadtgebiet.
| Linie | Betreiber | Verlauf |
| ----- | --------- | --- |
| 1     | ASEAG     | Uniklinik – Westbahnhof – Ponttor – Aachen Bushof – Ludwig Forum – Talbot – Haaren – Verlautenheide – Atsch – Stolberg Mühlener Bf – Stolberg Altstadt – Binsfeldhammer – Bernardshammer – Vicht – Fleuth – Mausbach – Diepenlinchen – Werth – Gressenich – Schevenhütte |
| 11    | ASEAG     | Walheim Hasbach – Walheim – Nütheim – Schleckheim – Oberforstbach / Oberforstbach Gewerbegebiet – Lichtenbusch – Waldfriedhof – Burtscheid – Marienhospital – Aachen Hbf – Misereor – Elisenbrunnen – Aachen Bushof – Ludwig Forum – Talbot – Haaren – Würselen Kaninsberg – Weiden – Vorweiden – Linden-Neusen – (Broich –) Broicher Siedlung – Blumenrath – Montanstraße – Mariadorf – Hoengen |
| 31    | ASEAG     | Siegel – Burtscheid – Aachen Hbf – Misereor – Elisenbrunnen – Aachen Bushof – Ludwig Forum – Talbot – Haaren – Verlautenheide – Gewerbegebiet Aachener Kreuz |
| 59    | ASEAG     | (Bedarfsverkehr) Reifeld – Duffesheide – Bardenberg Krankenhaus |
| 220   | Rurtalbus | Aachen Bushof – Ludwig Forum – Talbot – Mariadorf – Hoengen – (Bettendorf – Siersdorf –) Schleiden – Aldenhoven – Neubourheim – Jülich Walramplatz – Neues Rathaus – Bahnhof/ZOB – (Krankenhaus – Solar Campus –) (Forschungszentrum Bf RTB ←) Forschungszentrum Jülich |
| AL1   | ASEAG     | Alsdorf-Annapark – Kellersberg – Ofden – Euchen – Broich – Neusen |
| HZ2   | ASEAG     | Bardenberg Krankenhaus – Wilhelmstein – Wurmtal – Kohlscheid Markt – Weststraße – Kohlscheid Bf – Amstelbachtal – Bank – Pannesheide |

Die heutigen Buslinien 11 und 21 ersetzen die etwa auf dem gleichen Linienweg und mit den gleichen Liniennummern verkehrenden Linien der Straßenbahn Aachen. Bis 1974 fuhr die Linie 51 als Oberleitungsbus.

### Bahngeschichte
Würselen hatte seit 1875 einen Bahnhof und den Haltepunkt Würselen Mitte. Im Bahnhof Würselen kreuzten sich früher die Bahnstrecke Kohlscheid–Stolberg und die Bahnstrecke Aachen Nord–Jülich. Die Gleisanlagen am Bahnhof waren sehr vielfältig und Würselen hatte neben einem Empfangsgebäude ein Bahnbetriebswerk und zwei Stellwerke. 1980 wurde der Personenverkehr eingestellt. Der Haltepunkt Würselen Mitte lag im Bereich Markt/Kaiserstraße und existiert heute nicht mehr. Er besaß ein Wartehäuschen. An seiner Stelle befindet sich heute ein Parkplatz.
Nach dem Abriss der Bahnanlagen in den 1980er und 1990er Jahren wurde das Bahnhofsgelände mit einer Umgehungsstraße, dem Willy-Brandt-Ring, überbaut. Auf dem ehemaligen Gelände des Bahnbetriebswerks befinden sich heute eine Turnhalle sowie die 2019 eröffnete Gesamtschule. Das vormalige Empfangsgebäude wird heute als Jugendzentrum und als Kino genutzt; beide Einrichtungen werden von unabhängigen Vereinen betrieben.
Der Bau einer Straßenbahn Aachen–Würselen–Herzogenrath wurde im Herbst 2023 vom Rat unterstützt.
Seit 2024 besteht auf dem Stadtgebiet der rund fünf Kilometer außerhalb der Kernstadt gelegene Haltepunkt Forschungsflugplatz Würselen-Merzbrück an der Bahnstrecke Stolberg–Herzogenrath.

### Bildung
- Gymnasien: Gymnasium der Stadt Würselen, Heilig-Geist-Gymnasium
- Gesamtschule: Gesamtschule Würselen (Krottstraße 64a)
- Grundschulen: Gemeinschaftsgrundschule Bardenberg (An Wilhelmstein 7), GGS Wurmtalschule (Verbundschule aus GGS Morsbach und GGS Scherberg), KGS Sebastianusschule, GGS Mitte, GGS Linden-Neusen, Katholische Grundschule Schulstraße
- Sonstige: VHS Nordkreis Aachen, EUREGIO-Kolleg
- Kindergärten

Berufsschulen und das Berufskolleg befinden sich in den Nachbarstädten Aachen, Alsdorf, Eschweiler und Herzogenrath.

### Gesundheit
In Würselen liegt das Rhein-Maas Klinikum.

### Banken
Würselen ist Sitz der VR-Bank Würselen eG.

### Medien
Antenne AC hat seinen Sitz in Würselen am Flugplatz Merzbrück. Der Radiosender aus dem Radio-NRW-Verbund sendet für die Städteregion Aachen.

## Persönlichkeiten

### Söhne und Töchter der Stadt
- Joseph Pützer (1831–1913), Schulleiter und Mitbegründer des VDI
- Arnold Königs (1871–1960), Architekt und Bauunternehmer
- Paul Meffert (1880–1965), Schauspieler und Theaterregisseur
- Walter Rütt (1883–1964), Radrennfahrer, Weltmeister im Sprint
- Jakob Dautzenberg (1897–1979), Politiker (KPD), Widerstandskämpfer gegen den Nationalsozialismus, Reichstagsabgeordneter
- Franz Braun (1898–1970), Kommunalpolitiker und ehrenamtlicher Landrat
- Adolf Wamper (1901–1977), deutscher Bildhauer, schuf die Schwarze Madonna im Kriegsgefangenenlager „Goldene Meile“
- Leonie Brandt (1902–1978), deutsch-niederländische Schauspielerin und Doppelagentin
- Severin Fritz Pütz (1909–1988), Gewerkschafter und Politiker (SPD)
- Berti Capellmann (1918–2012), Tischtennisspielerin
- Ludwig „Luís“ Herbst (1925–2017), Bischof von Cruzeiro do Sul
- Josef „Jupp“ Derwall (1927–2007), Fußballnationalspieler und Bundestrainer (Europameister 1980)
- Rudolf Juchems (1929–2008), deutscher Mediziner und Kardiologe
- Josef „Jupp“ Martinelli (* 1936), Fußballspieler
- Hans-Josef „Jupp“ Kapellmann (* 1949), Fußballnationalspieler (Weltmeister 1974), Spieler u. a. bei Alemannia Aachen, 1. FC Köln und FC Bayern München
- Günter Delzepich (* 1958), ehemaliger Fußballspieler u. a. bei Alemannia Aachen und SK Sturm Graz
- Manfred Leuchter (* 1960), Musiker, Komponist, Produzent
- Heinz-Jakob Neußer (* 1960), Ingenieur und Manager, bis September 2015 Vorstandsmitglied der Volkswagen AG
- Matthias Göbbels (1961–2024), Mineraloge
- Bernd Steixner (* 1961), Musiker, Komponist, Dirigent
- Thomas Lemmen (* 1962), römisch-katholischer Theologe
- Claudia Cormann (* 1963), Journalistin, Politikerin (FDP) und Landtagsabgeordnete
- Nadine Capellmann (* 1965), Dressurreiterin
- Der Graf (* 1970), Frontmann und Songschreiber der Band Unheilig
- Ernst Wawra, Musiker, Komponist und Produzent der Band Alphawezen
- Aram Ziai (* 1972), Heisenberg-Professor für Entwicklung und Postkoloniale Studien an der Universität Kassel
- Marco Petry (* 1975), Filmregisseur und Drehbuchautor
- Torsten Frings (* 1976), Fußballnationalspieler, Spieler u. a. bei Werder Bremen, Borussia Dortmund und FC Bayern München
- Torben Klein (* 1976), Sänger, Bassist und Komponist
- Jan Kemper (* 1980), Medienkonzern-Manager
- René Blanche (* 1982), Schauspieler, Regisseur, Drehbuchautor und Inszenierungspädagoge
- Seydihan Başlantı (* 1983), Fußballspieler
- Norman Langen (* 1985), Schlagersänger
- Annika Fohn (* 1987), Politikerin (CDU) und Landtagsabgeordnete
- David Jansen (* 1987), Fußballspieler
- Yannick Gerhardt (* 1994), Fußballprofi beim VfL Wolfsburg
- Orhan Aktaş (* 1994), Fußballspieler
- Patrick Kropp (* 1995), Schauspieler und Synchronsprecher
- Timo Barthel (* 1996), Wasserspringer
- Hamza Saghiri (* 1997), Fußballspieler
- Anna Gerhardt (* 1998), Fußballspielerin
- Berk Çetin (* 2000), türkisch-deutscher Fußballspieler
- Tom Geerkens (* 2000), Fußballspieler
- Mehmet Can Aydin (* 2002), Fußballspieler
- Viola Leuchter (* 2004), Handballnationalspielerin[18]
- Alexander Jungbluth (* 1987), Politiker (AfD)

### Langjährig mit Würselen verbunden

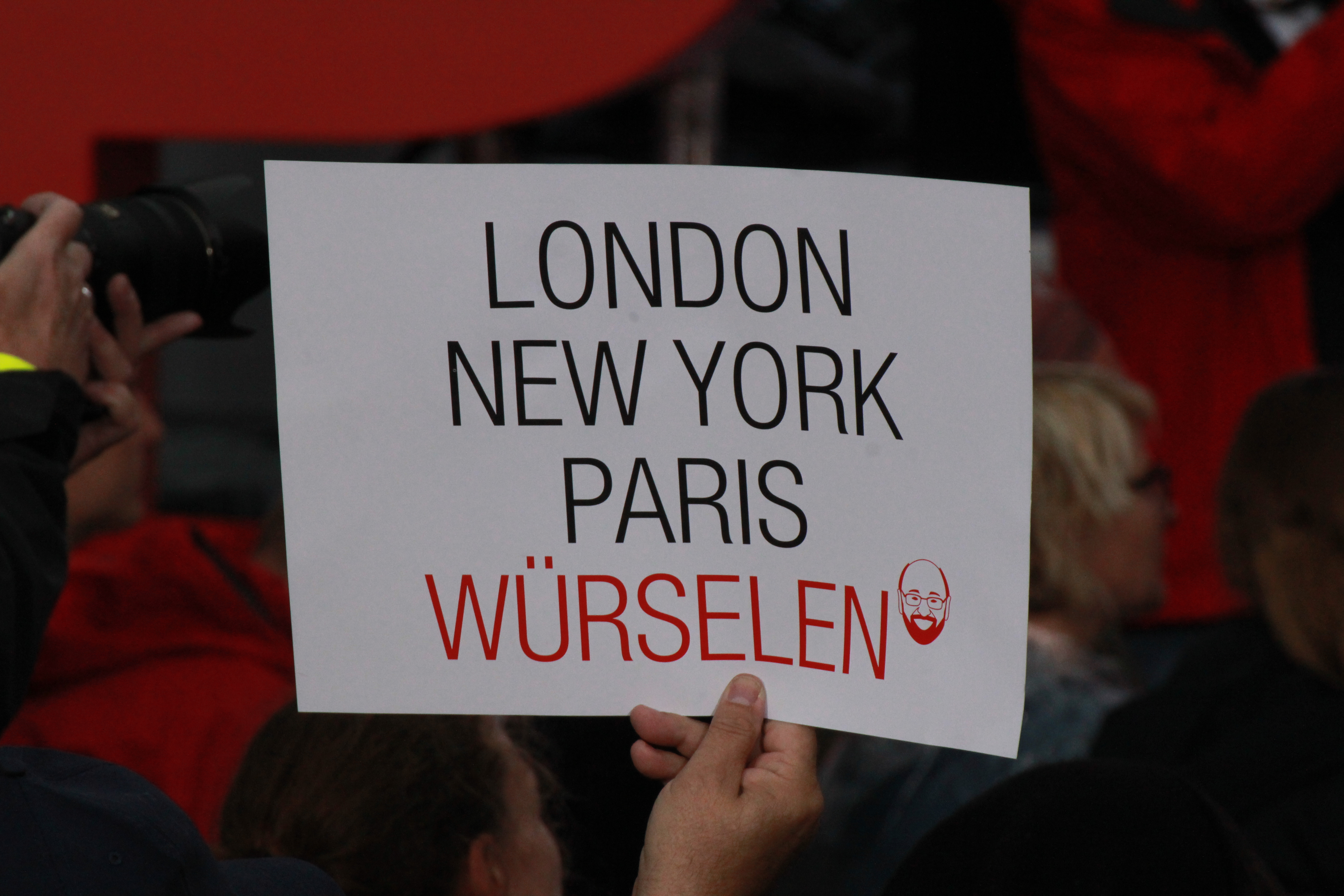
Schild auf dem SPD-Parteitag 2017 zur Kanzlerkandidatur von Martin Schulz: „London, New York, Paris, Würselen“

- Schild auf dem SPD-Parteitag 2017 zur Kanzlerkandidatur von Martin Schulz: „London, New York, Paris, Würselen“Achim Großmann (1947–2023), ehemaliger Parlamentarischer Staatssekretär (SPD),
- Moritz Honigmann (1844–1918), Chemiker und Unternehmer
- Christoph Leisten (* 1960), Schriftsteller
- Franz Mühlenberg (1894–1976), Politiker der CDU
- Martin Schulz (* 1955), ehemaliger Vorsitzender der SPD, Kanzlerkandidat der SPD für die Bundestagswahl 2017, ehemaliger Präsident des Europäischen Parlamentes (2012–2017), ehemaliger Fraktionsvorsitzender der SPE im Europaparlament und ehemaliger Bürgermeister von Würselen (1987–1998)
- Josef Schümmer (1924–1978), deutscher Politiker (CDU) und ehemaliger Bürgermeister von Würselen
- Albert Sous (* 1935), Goldschmied und Bildhauer
- Eva-Maria Voigt-Küppers (* 1958), Landtagsabgeordnete (SPD)

### Ehrenbürger
- 1925: Theodor Genuit (1846–1944), Ehrenbürger der Gemeinde Bardenberg
- 1951: Wilhelm Bock (1874–1959)
- 1959: Peter Carduck (1883–1963), Ehrenbürger der Gemeinde Broichweiden
- 1971: Pfarrer Josef Thomé (1891–1980)
- 1981: Wilhelm Gülpen (1911–1984)
- 2001: Gertrude Herbst (1928–2013)
- 2001: Bischof Ludwig Herbst (1925–2017)
- 2006: August Liebenwein (1931–2010)
- 2015: Martin Schulz (* 1955)[19]